# V693 Возничего
V693 Возничего (лат. V693 Aurigae) — двойная затменная переменная звезда типа W Большой Медведицы (EW) в созвездии Возничего на расстоянии (вычисленном из значения параллакса) приблизительно 17404 световых лет (около 5336 парсеков) от Солнца. Видимая звёздная величина звезды — от +17,88m до +17,6m. Орбитальный период — около 0,5781 суток (13,874 часов).